# Niesuchojeże (przystanek kolejowy)
Niesuchojeże (ukr. Несухоїже, ros. Несухоеже) – przystanek kolejowy w miejscowości Tojkut, w rejonie kowelskim, w obwodzie wołyńskim, na Ukrainie. Nazwa pochodzi od dawnej miejscowości Niesuchojeże (obecnie część Tojkutu).
Przed II wojną światową stacja kolejowa.